# مشرف (بناء)
في مشاريع البناء الكبيرة، يعمل المشرف على إدارة العمليات اليومية في موقع البناء والتحكم في الجدوال الزمنية قصيرة المدى. ويشمل دور المشرف مسؤوليات في مراقبة الجودة وتنسيق العمل مع المقاولين الباطن. من الشائع أن يتولى مدير المشروع التعامل مع المهام المتعلقة بالتمويل (وخاصة التحكم في تكاليف العمالة والموارد) والجدول الزمني على المدي البعيد. يجب على مدير المشروع والمشرف التعاون وتقاسم العمل بشكل فعال. يتواجد المشرفون في الغالب في موقع البناء، بينما يتواجد مديرو المشاريع عادةً في مكتب المقاول مع مسؤوليات بدوام جزئي في الموقع.
في غير المشاريع الصغيرة، غالبًا ما يتلقى المشرف المساعدة من مهندس مشروع يعمل أيضًا لدى شركة البناء.
في المشاريع الكبيرة جدًا، التي تتجاوز تكليفتها 100 مليون دولار، هناك مستويات متعددة من المشرفين. تنقسم هذه المستويات بشكل عام إلى ما يلي: مشرف البرنامج، مشرفو البنية الفوقية، مشرفو MEPF (الميكانيكا والكهرباء والسباكة والحماية من الحرائق)، مشرفو الديكور الداخلي، مشرفو الحرف/التجارات، والمشرفون المساعدون.
ويعتبر المشرفون على البرنامج مسؤولين عن التنسيق الشامل واستكمال المشروع من خلال توجيه المستويين الثاني والثالث من المشرفين. يتفاعل المشرفين على البرامج بشكل أقل في عملية البناء بسبب تفويض المشرفين وتقسيمهم إلى مستويات أخرى. قد يعكس عدد ساعات العمل مستوى المشرف، حيث يكون لدى مشرفي البرنامج في أوروبا عمومًا جدول عمل من يوم الاثنين إلى يوم الجمعة (من الساعة 8:00 صباحًا إلى الساعة 5:00 مساءً). ترتبط حزمة الإضافيات أيضًا بمستوى المشرف.
في أستراليا، تشتمل عقود البناء الشائعة الاستخدام أيضًا على "مشرف". هذا هو الشخص الذي يمثل المالك أو المدير ويدير شروط وأحكام العقد. تشمل المسؤوليات: تقييم وإصدار شهادات المطالبات بالدفع، وتمديد الوقت، والتغييرات في العقد. كما يكون المشرف مسؤولاً أيضًا عن التأكد من امتثال المقاول لمتطلبات عقد البناء والإجابة على الاستفسارات المتعلقة بأمور العقد أو غيرها من الأمور المتعلقة بالبناء. عادة ما يأتي المشرف في عقد البناء من خلفية معمارية أو حاصر الكميات أو هندسية. كملاحظة خاصة، في مشاريع البناء في أستراليا، لا يكون المشرف هو الطرف المسؤول عن تنسيق وجدولة الأعمال التجارية وأعمال العقد؛ فهذه مسؤولية المقاول الرئيسي، الذي عادةً ما يقوم بتعيين مدير الموقع، تحت إشراف مدير مشروع، وتحت إشراف مدير البناء.